# Diewertje Dir
Diewertje Dir (Leiden, 16 september 1989) is een Nederlandse actrice.

## Loopbaan
Dir studeerde van 2007 tot 2011 aan de Dutch Academy of Performing Arts in Den Haag en daarna tot 2015 aan de Amsterdamse Toneelschool & Kleinkunstakademie. Haar bekendste rol is die van Juf Josje alias Superjuffie in de gelijknamige film van Martijn Smits.

## Filmografie

### Film
| Jaar | Titel                   | Rol          |
| ---- | ----------------------- | ------------ |
| 2015 | Mees Kees langs de lijn | Marie-Louise |
| 2018 | Superjuffie             | Juf Josje    |
| 2019 | Mi Vida                 | Charly       |

### Televisie
| Jaar       | Titel        | Rol          |
| ---------- | ------------ | ------------ |
| 2016       | Odds         |              |
| 2016-heden | Het Klokhuis |              |
| 2017       | Mees Kees    | Marie-Louise |

## Toneel
| Jaar      | Titel                           | Gezelschap                 |
| --------- | ------------------------------- | -------------------------- |
| 2011      | Een Faust                       | Theatergroep Suburbia      |
| 2014      | As You Like It                  | Het Nationale Toneel       |
| 2014      | Que sera sera                   | De Parade, Amsterdamse Bos |
| 2015      | De Wilde Eend                   | Frascati Producties        |
| 2015      | Peer Gynt                       | Theaterschool Amsterdam    |
| 2016      | De Verbeelde Stad               | Over het IJ Festival       |
| 2016      | Antigone                        | Theaterschool Amsterdam    |
| 2016      | De Revisor                      | Het Nationale Toneel       |
| 2017-2018 | Romeo & Julia                   | Toneelgroep Oostpool       |
| 2017-2018 | Emilia Galotti                  | Toneelgroep Amsterdam      |
| 2018      | Het lijden van de jonge Werther | Toneelschuur               |
| 2019      | Revolutions                     | NT Jong                    |
| 2022      | Apocalyps                       | Toneelschuur               |
| 2023      | De Dappere Soldaat              | Toneelschuur               |
| 2023-2024 | Let's talk about sex            | HNTjong                    |

- Virtual International Authority File: 50154921353663592026
- WorldCat: E39PBJgRPTHfHFh7739JyQbPQq